# Мацумура, Кацуми
Кацуми Мацумура (-Тида) (яп. 松村勝美, англ. Katsumi Matsumura; р. 8 марта 1944, Яо, префектура Осака, Япония) — японская волейболистка, связующая. Чемпионка летних Олимпийских игр 1964 года, двукратная чемпионка мира.

## Биография
Кацуми Мацумура выступала за команду школы «Ситенодзи» из города Сонедзиро префектуры Осака, а в 1962 получила приглашение в базовую команду сборной Японии «Нитибо» (Кайдзука), за которую выступала до окончания спортивной карьеры (в 1972 году), став в её составе 8-кратной чемпионкой Японии.
С 1962 Мацумура — игрок национальной сборной Японии. В том же году выиграла со своей командой «золото» чемпионата мира, проходившего в СССР. Через два года на дебютном для волейбола олимпийском турнире в Токио стала обладателем высших наград. В 1967 стала двукратной чемпионкой мира, выиграв высшие награды на проходившем в Японии мировом первенстве, в котором по политическим причинам отказались участвовать большинство сильнейших сборных мира. К 1970 осталась в сборной страны единственной представительницей золотого поколения волейболисток первой половины 1960-х годов. С 1970 — капитан национальной команды, с которой выиграла серебряные награды на чемпионате мира 1970 в Болгарии и на Олимпиаде-1972 в Мюнхене (ФРГ). И на мировом первенстве и на олимпийском турнире была капитаном сборной Японии. В конце 1972 Мацумура завершила игровую карьеру.
В 1973 Кацуми Мацумура вышла замуж за полицейского Хитоси Тида. 

### Клубная карьера
- …—1962 —  «Ситенодзи Скул» (Сонедзиро);
- 1962—1972 —  «Нитибо»/ «Юнитика» (Кайдзука).

## Достижения

### Клубные
- 8-кратная чемпионка Японии — 1963—1967, 1970—1972;
  - двукратный бронзовый призёр чемпионатов Японии — 1968, 1969.

### Со сборной Японии
- Олимпийская чемпионка 1964;
  - серебряный призёр летних Олимпийских игр 1972.
- двукратная чемпионка мира — 1962, 1967;
  - серебряный призёр чемпионата мира 1970.

### Индивидуальные
- 1969: по итогам чемпионата Японии вошла в символическую сборную.
- 1970: по итогам чемпионата Японии вошла в символическую сборную.
- 1971: по итогам чемпионата Японии вошла в символическую сборную.